# Gonioctena nivosa
Gonioctena nivosa es una especie de insecto coleóptero de la familia Chrysomelidae, descrita en 1851 por Suffrian. Se encuentra en el noroeste de Estados unidos. Se alimenta de Salix (Salicaceae).